# Guerra naval

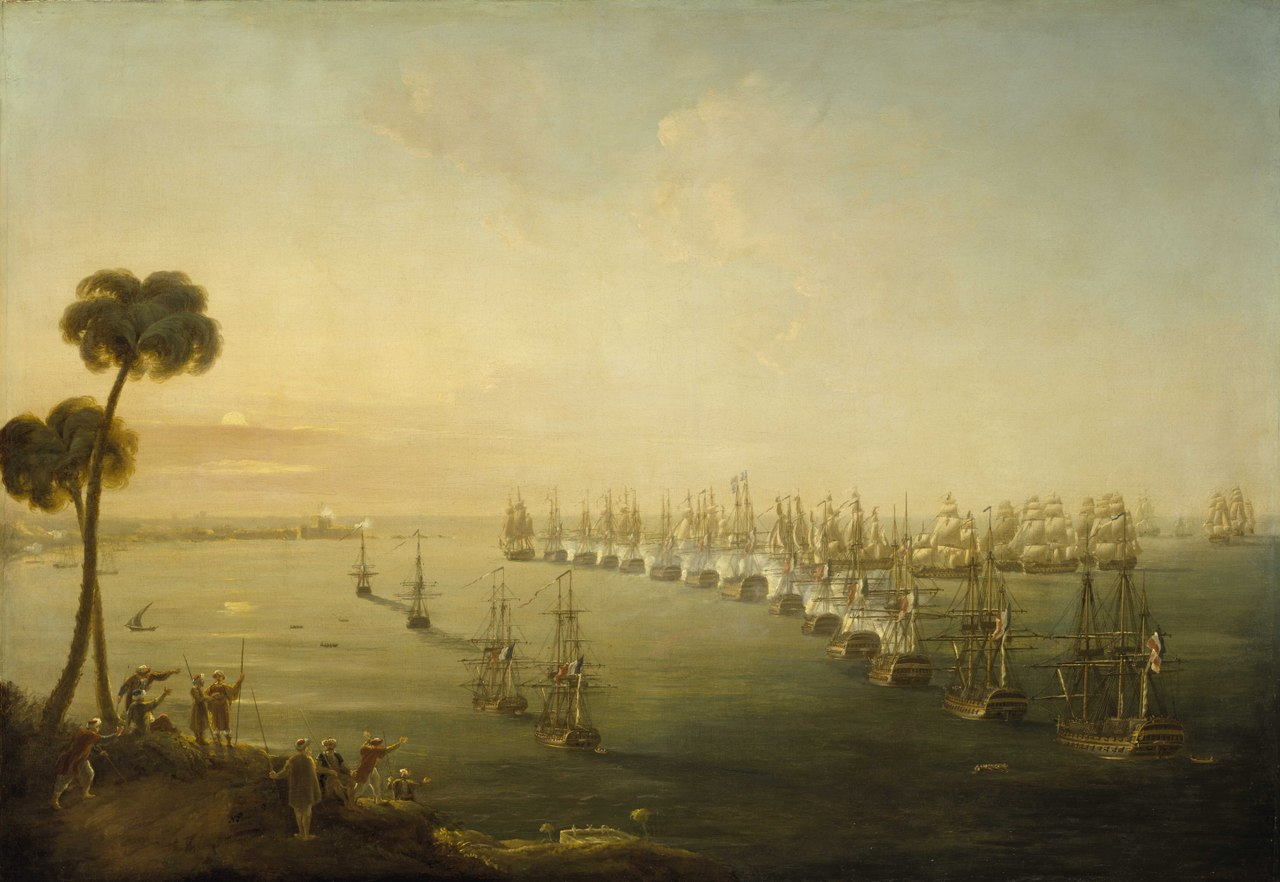
Batalla del Nil.

La guerra naval és el vessant marítim dels conflictes bèl·lics. El combat és lliurat en mars, oceans o en qualsevol altre cos important d'aigua, tal com llacs grans i rius amples. La humanitat ha practicat la guerra en la mar des de fa almenys, 3000 anys (des del I mil·lenni aC). Aparentment, la guerra terrestre no depèn del domini del mar, si bé en realitat aquesta afirmació resulta poc veraç. Els transports terrestres, fins a l'arribada dels sistemes ferroviaris al segle xix, eren extremadament dependents dels sistemes fluvials i del transport marítim. Els ferrocarrils van determinar el final d'aquesta dependència, i van ser crucials en el desenvolupament econòmic del món modern (industrialització) al Regne Unit, els Països baixos i el nord d'Alemanya. Els ferrocarrils van possibilitar el moviment massiu de mercaderies i persones a terra ferma, sense el qual la Revolució Industrial no hauria pogut assolir el seu ple desenvolupament. Abans del 1750, persones i béns viatjaven per mar (o a terra per vies d'aigua interiors), ja que els viatges per terra (amb vehicles hipomòbils) eren lents, fatigosos i molt cars. Els exèrcits, amb les seves exorbitants necessitats de provisions, munició i farratge (ja que depenien dels cavalls per moure's) van estar lligats a les valls fluvials i a les zones properes a les costes durant gran part de la història. La raó és òbvia, perquè la manera de mantenir aprovisionats als exèrcits eren els vaixells, que portaven tot allò necessari per al seu funcionament i supervivència (gran quantitat de mercaderies) per mar o pels rius.
De la Prehistòria i les primeres èpoques de la Història antiga ens han arribat nombroses referències sobre la guerra al mar. Destaquen especialment en les llegendes homèriques: la Ilíada, sobre la Guerra de Troia, i la seva continuació, l'Odissea.
L'Imperi Persa (fort i unit, però sense un poder marítim propi) no va poder vèncer els dèbils i desunits grecs, atès el poder de la flota atenesa. Reforçada per les flotes d'altres polis més petites, sempre va aconseguir frustrar els intents perses de subjugar les polei (ciutats estat gregues).
El poder i la influència de les civilitzacions fenícia i egípcia, els de la púnica (amb centre a Cartago), i fins i tot de Roma, van dependre en gran part de la seva respectiva capacitat de controlar els mars (talassocràcia).
També la República de Venècia va aconseguir destacar sobre els seus rivals entre les ciutats estat italianes, pel seu desenvolupament naval. Però la seva puixança comercial es va eclipsar pel declivi de la Mediterrània a l'edat moderna (les grans rutes del comerç internacional es van desenvolupar lluny de Venècia, a l'oceà Atlàntic).
Una cosa similar el va succeir al poder de l'Imperi Otomà, lligat a la decadència de la Ruta de la Seda i del Mediterrani en general, durant els segles xvii i xviii. En altres èpoques, el domini del mar va donar una gran rellevància a pobles petits i comparativament endarrerits: durant tres segles (del VI al ix), els homes del nord, anomenats comunament vikings, van assaltar, van saquejar i van infestar les costes europees, arribant fins a la Rússia central, a Ucraïna i a Constantinoble. Van remuntar els grans rius que desemboquen al mar Negre, el Danubi, el Don i el Volga, i van creuar nombroses vegades l'estret de Gibraltar, considerat entre els grans regnes europeus del moment, centrats en la Mediterrània i menys avesats als viatges oceànics per l'Atlàntic, com les Columnes d'Hèrcules, la porta cap a un mar indòmit, desconegut i ple de perills.
La major part de les batalles navals famoses de la història ens han deixat testimonis materials directes, com ara restes d'embarcacions procedents de naufragis, objectes d'estudi per l'arqueologia submarina. Un exemple important de projecte de recerca arqueològica submarina recent, que de moment no ha adquirit gaire rellevància ni ressò, és l'estudi dels naufragis de diversos vaixells a l'oceà Pacífic, els vaixells de guerra japonesos enfonsats durant la batalla de Midway.

## Remers de la Mar Mediterrània
La primera batalla naval registrada en documents escrits data de l'any segle xiii aC aproximadament: Subiluliuma II, rei dels hitites, es va enfrontar amb les seves naus a una flota procedent de Xipre, la va derrotar i va incendiar els vaixells xipriotes al mar.
Relleus assiris de per allà el 700 aC mostren vaixells fenicis en una batalla, amb dos nivells de rems. Els soldats combaten sobre una espècie de pont o coberta per sobre dels remers, i els vaixells mostren una espècie d'esperó sortint des de la proa. No hi ha cap esment escrit sobre tàctica o estratègia, corresponent a aquesta època, que s'hagi conservat fins als nostres dies.
Els reis i herois grecs que apareixen a les llegendes d'Homer (segle VIII aC aproximadament), empraven els seus vaixells per transportar els seus exèrcits, però feien la guerra a terra ferma. Però l'any 664 aED se sap d'una batalla naval que ocorregué entre Corint i una de les seves colònies, la ciutat de Còrcira.
Les Guerres Mèdiques, el segle V aEC, van ser els primers conflictes històrics dels quals es coneixen operacions navals a gran escala. Segons expliquen els texts històrics, no tan sols hi va haver en aquestes guerres sofisticats xocs entre grans estols i petites formacions, amb dotzenes de trirrems a cada bàndol, sinó també operacions amfíbies i combinades de forces de terra i mar. Sembla improbable que aquests avenços bèl·lics fossin el producte d'una sola ment, o fins i tot d'una generació; el més probable és que el període d'evolució i experimentació d'aquests mitjans i sistemes de combat simplement va passar desapercebut per a la història escrita.

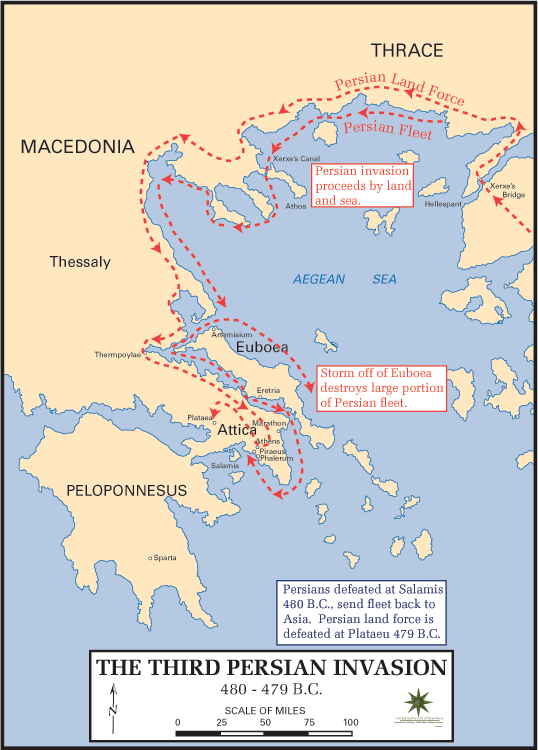
Moviments dels perses

Les Guerres Mèdiques van constituir un llarg episodi de la Història Antiga, que va començar amb l'aparició dels exèrcits dels perses o medes (d'on ve el nom de Guerres Mèdiques) a l'Àsia Menor (actual Turquia). Després d'algunes batalles inicials, els medes van derrotar els grecs de les ciutats costaneres d'Àsia Menor, regió coneguda com a Jònia. Sotmesa la Jònia, els medes es van decidir a envair la Grècia continental. Temístocles d'Atenes, líder polític i militar de la ciutat, va estimar que els grecs serien superats en nombre pels medes a terra, però que Atenes podria protegir-se a si mateixa construint una flota de galeres (que en les cròniques gregues clàssiques apareixen com els "murs de fusta" de la ciutat), emprant els recursos obtinguts de l'explotació de les mines de plata de Laurion, propietat d'Atenes, per finançar-les.
La primera campanya dels medes, l'any 492 aC, va ser avortada perquè la flota persa (formada per vaixells jonis, siris i fenicis principalment) es va dispersar i es va enfonsar en una tempesta. La segona, iniciada l'any 490 aC, va capturar algunes illes al mar Egeu, situat entre Jònia i Grècia, abans de desembarcar a la península grega, a prop de Marató. Els grecs, conscients de la seva inferioritat a terra ferma, van atacar els perses realitzant una aposta molt arriscada, però van aconseguir repel·lir el desembarcament. La victòria, anunciada per un dels soldats atenesos que va participar en la batalla, va ser celebrada a Atenes com un triomf històric, i va donar origen posteriorment a la prova atlètica de la marató (que recorre una distància equivalent a la mitjana entre Marató i Atenes, una mica més de 42 km).
La tercera campanya dels medes, sota el regnat de Xerxes I de Pèrsia, va començar deu anys més tard (480 aC), i va repetir el model que havia seguit la primera campanya. L'exèrcit meda va seguir el camí de l'Hel·lespont, mentre que la flota de vaixells jonis, fenicis i sirians el seguien vorejant la costa. A prop d'Artemísion, en un estret canal entre la Grècia peninsular i l'illa d'Eubea, la flota grega li va tancar el pas, i va aguantar els múltiples atacs de l'esquadró de Xerxes. Els vaixells al servei dels perses van passar a través de la primera línia de vaixells grecs, però després van ser flanquejats per la segona línia grega. La derrota de l'exèrcit grec a terra, al congost de les Termòpiles, va forçar la retirada dels grecs, i Atenes va evacuar la seva població a l'illa de Salamina, molt a prop d'allà, preveient que els medes assetjarien i conqueririen la ciutat.
La subsegüent Batalla de Salamina va ser una de les accions més decisives de la Tercera Guerra Mèdica. Temístocles va atrapar els perses en un canal, entre la península grega i la mateixa Salamina, massa estret perquè la flota persa pogués fer valer la seva superioritat numèrica per sobre de les qualitats del contrincant, i va llançar un atac amb totes les seves forces. La seva envestida va tenir èxit: 200 vaixells dels perses van ser frenats per només 40 vaixells grecs. Malgrat la derrota, Xerxes conservava encara una flota més nombrosa que la dels grecs, però es va retirar per motius aliens a l'enfrontament, i Atenes es va salvar. A partir d'aquell moment, la guerra va canviar de signe, els perses van ser derrotats a terra, a Platea en l'any següent, i els perses van tornar a l'Àsia Menor, deixant que els grecs continuessin lliures. Cap al final de la guerra, soldats atenesos i espartans van atacar i van cremar la flota al servei dels perses, encallada a terra, a Micala, i van alliberar moltes de les ciutats jònies prèviament sotmeses per Xerxes.
Durant els següents cinquanta anys, els grecs van dominar el mar Egeu, però van tornar als seus tradicionals enfrontaments interns. De fet, les Guerres Mèdiques havien suposat una breu etapa d'unió entre les diverses Polis hel·lèniques, que solien fer-se la guerra mútuament. Després de nombroses guerres menors de les quals poques dades se'n coneixen, el 431 aC, les tensions acumulades van donar lloc a la Guerra del Peloponès, lliurada entre la Lliga Dèlica, liderada per Atenes, i la Lliga del Peloponès, dominada per Esparta. L'estratègia naval va tenir una importància crítica; Atenes, amb els fons de la Lliga Délica, es va construir un nou recinte defensiu, amb un corredor emmurallat que unia la ciutat amb el seu port, El Pireu. A l'empara d'aquestes defenses, va plantejar la guerra confiant en la seva flota de guerra per mantenir un flux constant de subministraments, mentre l'exèrcit espartà assetjava la ciutat emmurallada. Aquesta estratègia va funcionar, encara que el prolongat amuntegament dels atenesos assetjats va contribuir a estendre una gran epidèmia que va causar la mort a molts d'ells el 429 aC.

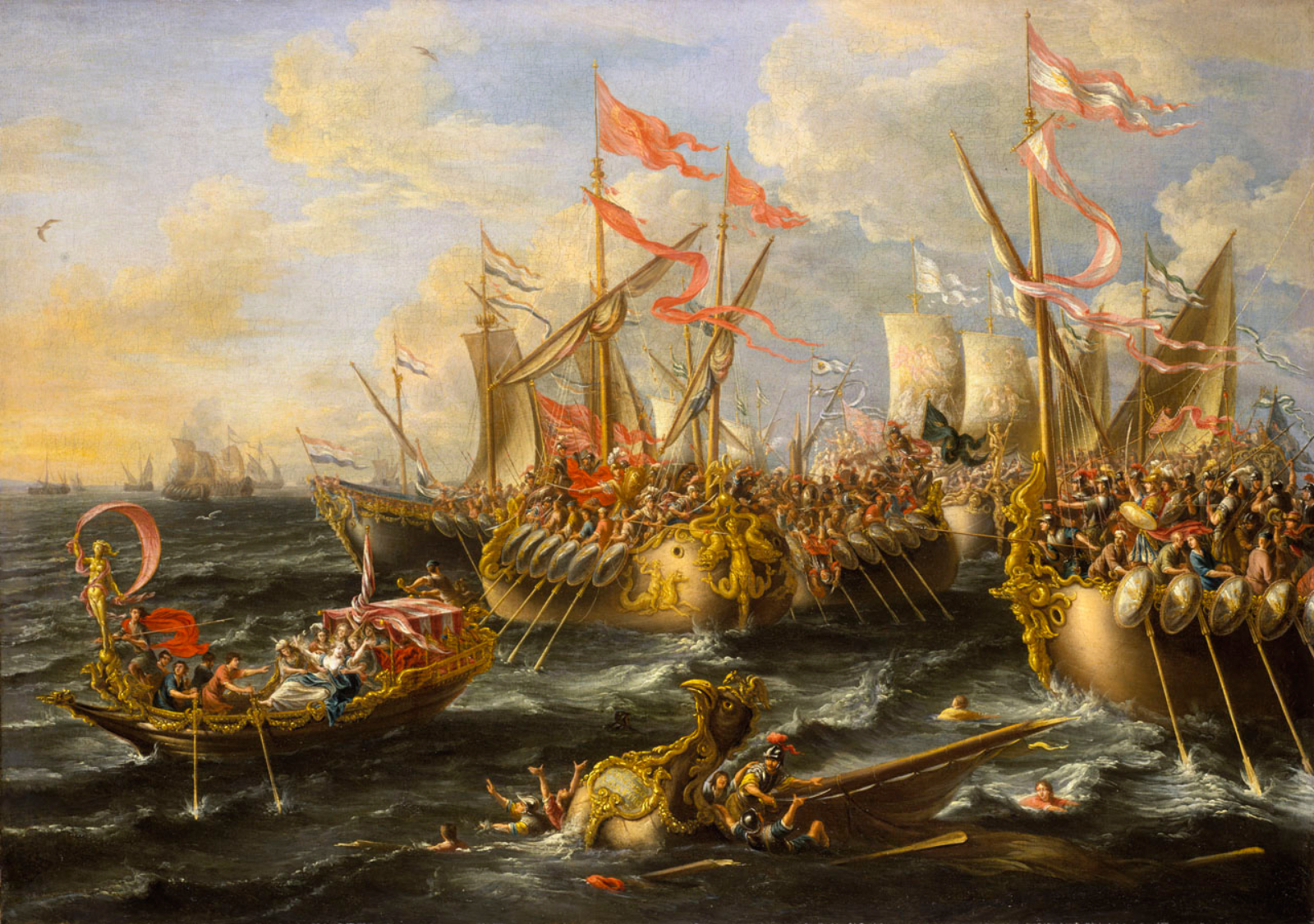
Batalla d'Àccium pintada per Lorenzo A. Castro

Hi va haver un bon nombre de batalles navals entre galeres, com les de Rhium, Naupacte, Pilos, Siracusa, Cynossema, Cícic, o Notium. El final de la guerra, prolongada i funesta per a ambdós bàndols, va arribar amb la derrota dels atenesos a Egospòtams (405 aC) a l'Hel·lespont. Els atenesos, que havien encallat la seva flota a la platja, van ser sorpresos per la flota peloponèsica, que va desembarcar l'exèrcit espartà i va incendiar els vaixells dèlics. La derrota va ser de tal magnitud que Atenes, esgotada pels molts anys de guerra transcorreguts, es va rendir a Esparta l'any següent (404 aC).
Les flotes de guerra van tenir un paper important en les complexes guerres de l'Època Hel·lenística, en la qual van ser protagonistes els reis grecs successors d'Alexandre el Gran.
Roma mai no va ser una potència amb vocació marítima, però va haver d'aprendre a lluitar al mar, i ràpidament, en les tres guerres púniques que va lliurar contra Cartago. Mitjançant la invenció del corb Roma va desenvolupar la tècnica d'abordatge dels vaixells enemics pels soldats de les seves pròpies naus. La flota de guerra romana va créixer gradualment quan Roma es va anar involucrant cada vegada més en les rivalitats polítiques de la Mediterrània. Durant les guerres civils romanes va destacar la batalla d'Àccium (el 31 aC), en la qual van participar centenars de vaixells, molts d'ells quinquerrems, dotats de catapultes i torres de setge. Tanmateix, a l'època de l'Imperi Romà no hi va haver enfrontaments navals destacats, sinó campanyes de supressió només ocasionals de la pirateria.

## Antiga Xina
A l'Antiga Xina, les primeres batalles navals conegudes van tenir lloc durant el període dels Regnes Combatents (481 aC-221 aC), un període en el qual diversos senyors de la guerra, amb poder d'àmbit regional, es combatien uns als altres, mentre proclamaven la seva lleialtat al sobirà teòric, pertanyent a la dinastia Zhou. La guerra naval a la Xina d'aquest antic període es caracteritzava pel que es descrivia com a "enganxar i grapar". Les tàctiques de xoc eren realitzades amb vaixells que s'anomenaven "els que colpegen l'estómac" i els "que xoquen". Documents de la posterior Dinastia Han testifiquen que a l'Era dels Regnes Combatents s'havien usat vaixells ge chuan (vaixells daga-destral, o vaixells alabarda). Es pensa que això és una descripció simple de vaixells que portaven soldats amb alabardes, amb forma de daga-destral, com a armes personals. Tanmateix, l'escriptor xinès Zhang Yan, de la posterior Era dels Tres Regnes (segle iii), afirmava en els seus escrits que els Regnes Combatents xinesos anomenaven els vaixells d'aquesta manera perquè les ganivetes de les alabardes es fixaven i col·locaven realment al casc del vaixell. La seva finalitat era esquinçar el casc d'un altre vaixell quan envestia, per acoltellar els enemics que havien caigut per la borda i estaven nedant, o simplement per poder netejar el camí de qualsevol animal perillós que el vaixell pogués trobar durant la navegació (els antics xinesos realment creien en els monstres marins, vegeu els escrits de Xu Fu per a més informació).
La unificació de la Xina feta per Qin Shi Huang, el primer emperador de la dinastia Qin (221-207 aC) va ser duta a terme amb èxit gràcies, en gran part, al poder naval. Tanmateix, mai no va arribar a establir una armada imperial (vegeu, més endavant, la Secció d'Àsia Medieval). L'era de la Dinastia Zhou va ser coneguda per l'ús de ponts de pontons, però va ser durant la Dinastia Qin, i més tard durant la dinastia Han, quan van ser acoblats grans ponts de pontons permanents i emprats amb propòsits bèl·lics (el primer registre escrit d'un pont de pontons a Occident el constitueixen les relacions sobre els treballs de supervisió del grec Mandrocles de Samos sobre un pont d'aquest gènere, durant la campanya militar de l'emperador persa Darios I el Gran sobre el Bòsfor).
Durant la dinastia Han (202-220 aC), els xinesos van descobrir l'ús del timó de popa, muntat als vaixells per fer viratges. En l'Època Han van dissenyar un nou tipus de vaixell, el Sampan. Durant l'última fase de la dinastia Han, durant el període dels Tres Regnes, hi va haver grans batalles navals, com la batalla dels Penya-segats Rojos, que van testimoniar el progrés de la guerra naval a l'Orient Llunyà. L'estrateg militar xinès Zhuge Liang, del Regne de Shu, va deure la seva fama a un atac de projectils de foc que va llançar a la suara esmentada batalla contra l'enorme flota naval del Primer Ministre Cao Cao.
Quant a les exploracions oceàniques, el primer xinès que va explorar l'oceà Índic (va arribar fins a Sri Lanka i l'Índia per mar) va ser el monjo budista Fa Xian, de principis del Segle V aC (encara que anteriorment s'havien establert llaços diplomàtics i comercials per terra amb Pèrsia i l'Índia, a començaments de l'Època Han). Tanmateix, la influència marítima i naval xinesa no es deixaria sentir plenament a l'Oceà Índic fins a l'edat mitjana.

## Edat fosca i mitjana
Les invasions bàrbares del segle iv i posteriors, van produir-se majoritàriament per terra, però hi ha mencions d'una flota vàndala lluitant amb els romans, i una derrota d'una flota ostrogoda a Senigallia al Mar Adriàtica.
El segle vii, les flotes àrabs comencen a fer la seva aparició, assolant Sicília el 652, i derrotant l'Armada romana d'Orient el 655. Constantinoble se salvà a la batalla de Sil·lèon el 678 per la invenció del foc grec, una forma primerenca de llançaflames que va devastar els vaixells de la flota que assetjava la ciutat. Aquest va ser sols el primer de molts altres encontres.
El segle viii els vikings comencen a fer la seva aparició, encara que el seu estil normal és aparèixer ràpidament, saquejar, i desaparèixer, preferiblement en llocs no defensats. El rei Alfred el Gran d'Anglaterra va construir una flota i va ser capaç de derrotar els danesos.
Els nòrdics també van lluitar en moltes batalles navals entre ells mateixos. Això es feia normalment lligant els vaixells d'ambdós bàndols l'un contra l'altre; es tractava més aviat d'una batalla terrestre sobre el mar. Tanmateix, el fet que el costat perdedor no podia escapar fàcilment, implicava que les batalles tendien a ser molt dures i sagnants. La batalla de Svolder és potser la més famosa d'aquestes batalles.
Quan el poder àrab al mediterrani va començar a declinar, les ciutats comercials italianes de Gènova, Pisa, i Venècia es van cuitar a aprofitar l'oportunitat, fundant xarxes comercials i construint armades per protegir-les. Al principi les armades van lluitar contra els àrabs (a Bari el 1004, a Messina el 1005), però després es van trobar lluitant contra els normands que s'havien traslladat a Sicília, i finalment l'un contra l'altre. Els Genovesos i els Venecians van lluitar en quatre guerres navals, el 1253-1284, 1293-1299, 1350-1355, i el 1371-1378. L'última guerra va finalitzar amb una victòria decisiva per a Venècia, la qual cosa li va permetre gaudir durant gairebé un segle del domini comercial de la Mediterrània abans que altres països europeus comencessin a explorar cap al sud i l'oest.
Al nord d'Europa, el gairebé continu conflicte entre Anglaterra i França rarament comportà una activitat naval més sofisticada que el transport dels cavallers a través del canal de la Manxa, i potser l'intent d'atacar aquests transports. La batalla de Dover el 1217, entre una flota francesa de 80 vaixells sota el comandament d'Eustace el Monjo i una flota anglesa de 40 sota el comandament d'Hubert de Burgh, és notable per ser la primera batalla registrada emprant les tàctiques dels vaixells de vela.

## Àsia Medieval (Xina, Índia, Japó i Corea)

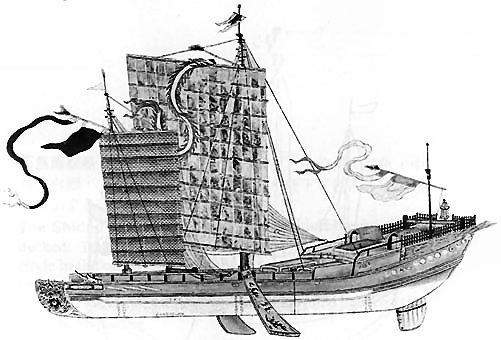
Sampan xinès de la dinastia Qing.

La dinastia Sui (581-618) i la dinastia Tang (618-907) de la Xina van estar involucrades en molts assumptes navals sobre les polítiques triples de governar la Corea medieval (Tres regnes de Corea), així com els combats de bombardeig naval sobre la península des del període Asuka, pel regne del Japó. Un factor important en el sobtat declivi i col·lapse de la dinastia Sui va ser el seu finançament amb fons de l'estat de les Guerres Goguryeo-Sui, e la qual els xinesos van reunir una flota naval enorme que al final no va tenir èxit. La dinastia Tang va practicar una política exterior diferent, ajudant la dinastia Silla (vegeu també Silla unificada) en expulsar els exèrcits i forces navals dels japonesos (vegeu Batalla de Baekgang), i en conquerir els altres rivals dels coreans, Baekje i Goguryeo l'any 668. A més, la dinastia Tang xinesa tenia relacions comercials marítimes, tributàries, i llaços diplomàtics amb les regions que avui en dia són Sri Lanka, Índia, Iran islàmic i Aràbia, així com amb Somàlia a l'Àfrica oriental. Des del Regne d'Axum a la moderna Etiòpia, el viatger àrab Sad ibn Abi-Waqqàs va navegar des d'allà fins a la xinesa Tang durant el regnat de l'Emperador Gaozong de Tang. Dues dècades més tard, va tornar amb una còpia de l'Alcorà, establint la primera mesquita islàmica a la Xina, la Mesquita del Record a Guangzhou. El que va seguir aquest fet va ser una rivalitat creixent entre xinesos i àrabs pel control de les rutes marítimes comercials de l'oceà Índic. Al seu llibre Flux Cultural entre la Xina i el Món Exterior, Shen Fuwei escriu que els mercaders marítims xinesos al segle ix, estaven desembarcant regularment a Sufala a l'Àfrica Oriental per contractar comerciants de classe mitjana àrabs.
La dinastia Chola de l'Índia medieval, va ser un poder marítim dominant a l'oceà Índic, un comerciant marítim àvid i una entitat diplomàtica amb la xinesa Song. Rajaraja Chola I (va regnar des del 985 fins al 1014) i el seu fill Rajendra Chola I (va regnar entre el 1014 i el 1042), que van formar part del regne dràvida al sud de l'Índia, van enviar una gran expedició naval que va ocupar parts de Myanmar malaia, i Sumatra. Mentre que molts creuen que els Choles van ser els primers governants registrats en tenir una flota naval al subcontinent indi, hi ha almenys dues evidències que esmenten l'ús d'armades.
Narasinja Varman Pallava I va transportar les seves tropes a Sri Lanka per ajudar Manavarman a reclamar el seu tron. Shatavahanahas va ser conegut per posseir una armada que va ser àmpliament desplegada per influir el Sud-est d'Àsia. La dada que es desconeix és l'extensió del seu ús. Alguns argumenten que no hi ha cap prova per donar suport a la guerra naval en un sentit contemporani. D'altres diuen que els vaixells portaven de manera rutinària grups d'arquers per mantenir allunyats els pirates. Tanmateix, des que es coneix que els àrabs usaven catapultes, nafta, i invents instal·lats als seus vaixells per prevenir grups d'abordatge, hom pot concloure raonablement que les armades Chola, no transportaven només tropes sinó que també proveïen suport, protecció, i capacitats d'atac contra objectius enemics.
El segle xii, va ser creada la primera armada permanent xinesa, per la dinastia Song; la caserna general de l'almirallat es va establir a Ding-hai. Això va succeir després de la conquesta del nord de la Xina pel poble Djurtxet el 1127, mentre que la cort xinesa va fugir cap al sud des de Kaifeng a Hangzhou. Equipats amb la brúixola magnètica i el coneixement del famós tractat de Shen Kuo (sobre el concepte del nord autèntic), els xinesos es van convertir en els experts de la navegació del seu temps. En sols un segle van convertir una flota d'11 esquadrons de 3.000 marins en una armada de 20 esquadrons i 52.000 marins. Emprant embarcacions de roda de paletes i llançant bombes de pólvora des de trabuquets sobre les cobertes dels seus vaixells, els xinesos es van convertir en un formidable enemic per a la dinastia Jin durant els segles xii i xiii (vegeu també: Batalla de Caishi i Batalla de Tangdao). Amb una armada poderosa, la Xina va dominar també el comerç marítim al llarg del Sud-est asiàtic.
Fins a l'any 1279, els xinesos van ser capaços d'usar el seu poder naval per defensar-se contra els Jin del nord, fins que finalment els mongols van conquerir tota la Xina. Després de la dinastia Song, la dinastia Yuan, d'origen mongol, va ser una poderosa força marítima a l'Oceà Índic. L'emperador Yuan Kublai Jan va intentar envair el Japó dues vegades amb flotes enormes (formades per tant mongols com xinesos), el 1274 i altra vegada el 1281, ambdós intents no tingueren èxit (vegeu: Invasions mongoles del Japó). Afermant-se en els èxits tecnològics de l'anterior dinastia xinesa Song, els mongols també van usar canons primerencs sobre les cobertes dels seus vaixells.
El segle xv, li va ser assignat a l'almirall de la dinastia xinesa Ming, Zheng He, la formació d'una flota massiva per a diverses missions tributàries a l'estranger, navegant per les aigües de l'oceà Pacífic sud-est i de l'oceà Índic. Durant les seves missions marítimes, la flota de Zheng es va trobar lluitant en nombroses d'ocasions contra els pirates. La flota de Zheng també es va veure embolicada en un conflicte a Sri Lanka, des d'on el Rei de Ceilan va viatjar posteriorment a la Xina Ming per realitzar una disculpa formal davant l'Emperador.
A les darreries del segle xvi, Toyotomi Hideyoshi del Japó del període Azuchi-Momoyama va reunir una flota enorme per assaltar la dinastia Joseon de Corea, quan aquest últim monarca va negar als exèrcits japonesos la invasió de la Xina de la dinastia Ming via la península de Corea, com a plataforma de llançament. Durant les invasions japoneses de Corea, els japonesos van emprar intel·ligents tàctiques de curta distància a terra amb els arcabussos (vegeu Oda Nobunaga),però també confiaren en el foc de mosquets a curta distància en els enfrontaments navals d'estil "agafament i abordatge". Els japonesos van tenir èxit en capturar primer el port coreà de Busan, la capital d'avui en dia Seül va caure davant de les seves forces, i després van procedir a moure's cap al nord, cap a l'interior de la península de Corea. L'ajuda militar enviada per l'Emperador xinès Wanli de la dinastia Ming, va donar suport als coreans, però l'abast superior dels canons coreans, així com les brillants estratègies navals de l'almirall coreà Yi Sun Sin, van ser els principals factors que es van unir en la derrota final dels japonesos. L'Almirall Yi va tallar de manera efectiva les possibles línies de subministrament japoneses, que haurien anat des del Mar Groc fins a la Xina, i debilitant de manera important la força japonesa així com la seva moral en diversos xocs importants (dels quals molts consideren la derrota més crítica dels japonesos la batalla d'Hansando).

## Les veles i l'Imperi

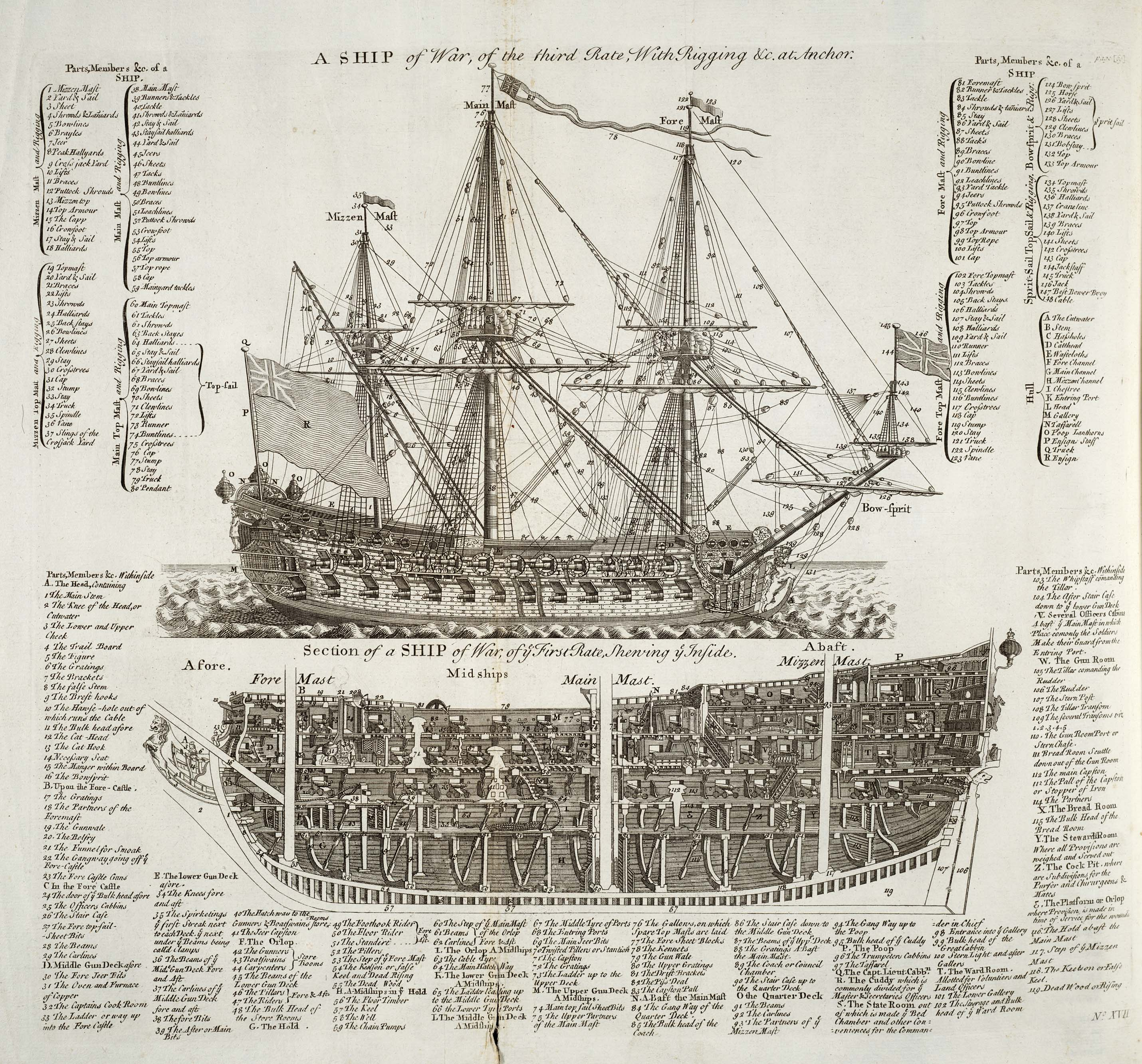
Diagrames de vaixells de línia de primera i tercera classe, Gran Bretanya, 1728 Cyclopaedia

La Baixa Edat Mitjana va ser molt important, ja que en aquell temps es van desenvolupar les coques i les caravel·les, vaixells capaços de sobreviure en les dures condicions de l'oceà obert, amb sistemes de seguretat i una tripulació experta capaços de fer llargs viatges amb facilitat. A més, els vaixells van augmentar des de 100 tones fins a 300 tones de desplaçament, suficient per portar canons com a armament i encara ser capaços de transportar una càrrega que deixés beneficis. Un dels vaixells més grans del seu temps, el "Gran Harry" desplaçava unes 1.500 tones.
Els viatges de descobriment eren de naturalesa fonamentalment comercial més que no pas militar, encara que algunes vegades aquesta línia es difuminava, ja que el governant d'un país no finançava l'exploració buscant un benefici personal, i no era cap problema recórrer al poder militar per assegurar aquest benefici. Més endavant, les línies es van anar separant gradualment, ja que la motivació del governant es basava en la protecció de l'empresa privada perquè així poguessin pagar més impostos.
Com els egipcis xiites-fatimites i Mamelucs, l'Imperi Otomà islàmic-sunnita centrat a la Turquia moderna, va dominar l'est del Mar Mediterrani. Els turcs otomans van construir una armada poderosa, rivalitzant amb la ciutat estat de Venècia durant les Guerres otomanovenecianes. Encara que van ser derrotats dolorosament a la batalla de Lepant (1571) per la Lliga Santa, els otomans van reconstruir ràpidament la seva força naval, i posteriorment van defensar amb èxit l'illa de Xipre, perquè es mantingués en mans otomanes. Tanmateix, amb l'arribada de l'era de l'exploració, Europa sobrepassà de lluny l'Imperi Otomà, i resolgué amb èxit la seva dependència del comerç terrestre mitjançant el descobriment de les rutes marítimes al voltant de l'Àfrica i cap a les Amèriques.
La primera acció naval en defensa de les noves colònies va ser només deu anys després del llegendari desembarcament de Vasco da Gama a l'Índia. El març de 1508, una força combinada Gujaratí/Egípcia va sorprendre un esquadró portuguès a Dabul, i sols van aconseguir escapar dos vaixells portuguesos. El febrer següent, el Virrei portuguès va destruir a la flota aliada a Diu, confirmant així la dominació portuguesa de l'oceà Índic.
El 1582, la batalla de Punta Delgada a les Açores, en la qual una flota espanyola va derrotar una força francesa, suprimint així una revolta a les illes, fet que la converteix en la primera batalla que es va lliurar al mig de l'oceà Atlàntic.
El 1588, Felip II d'Espanya va enviar la seva Armada Invencible per tal de subjugar Isabel I d'Anglaterra, però el mal temps va obligar l'Armada Invencible a tornar a Cadis i Sevilla.
El segle xvii, la competició entre les flotes comercials angleses i holandeses va arribar al seu apogeu a les Guerres Anglo-Holandeses, les primeres guerres realitzades totalment sobre el mar. La més memorable d'aquestes batalles fou la batalla de Midway, en la qual l'Almirall neerlandès Michiel de Ruyter va navegar pel riu Tàmesi, i va destruir gran part de la flota britànica.

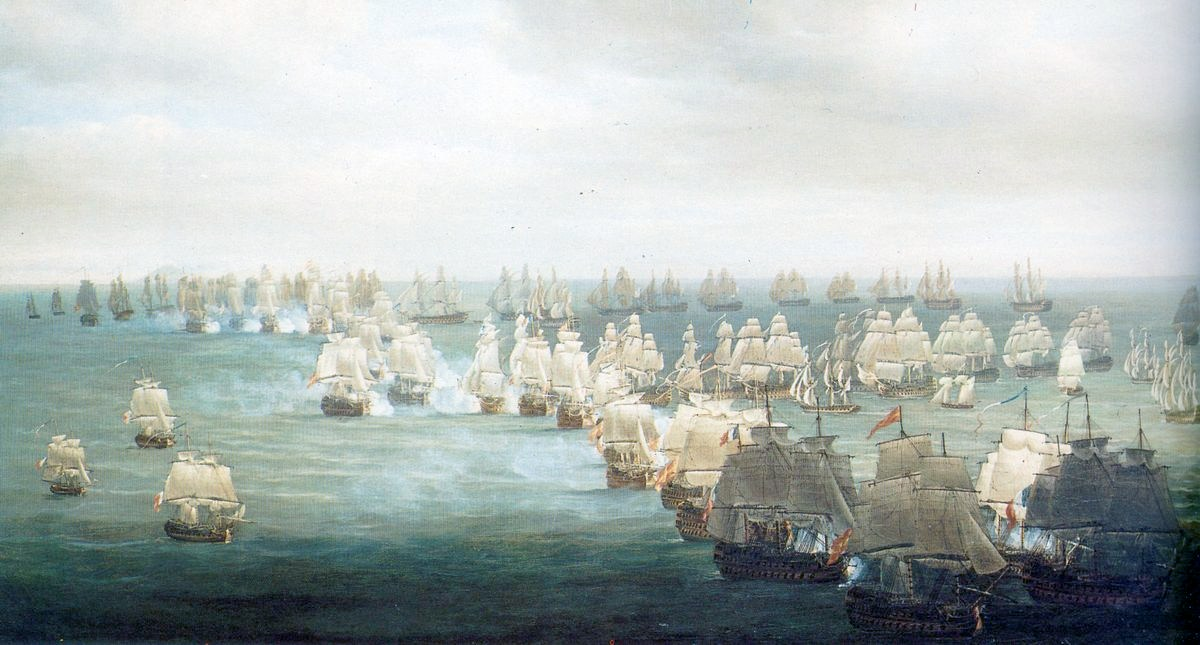
La batalla de Trafalgar (1805), pintada aquí a la seva fase inicial, fou la batalla culminant de l'Edat de la Vela.

El segle xviii es va convertir en un incessant i continu cúmul de guerres mundials, cadascuna més gran que l'anterior. Al mar els britànics i francesos van ser rivals amargs; els francesos van ajudar els vacil·lants Estats Units a la Guerra de la Independència dels Estats Units, però el seu propòsit estratègic era capturar territori a l'Índia i a les Índies Occidentals. Al Mar Bàltic, l'últim intent per reviure l'Imperi Suec va conduir Gustau III a la Guerra Russo-Sueca, amb el seu gran final a la batalla de Svensksund. La batalla no va tenir rival pel que fa a la seva magnitud fins al segle xx, va ser una victòria decisiva tàctica Sueca, però el seu resultat estratègic va ser pobre (a causa de la pobra actuació de l'exèrcit i a la prèvia falta d'iniciativa dels suecs) i la guerra va acabar sense cap canvi territorial.
Amb el canvi de govern a causa de la Revolució Francesa la lluita va semblar intensificar la rivalitat més que no disminuir-la, i les Guerres Napoleòniques van incloure una sèrie de batalles navals llegendàries, culminant amb la batalla de Trafalgar el 1805, en la qual l'Almirall Nelson va trencar el poder de les flotes francesa i espanyola, però va perdre la seva pròpia vida.

## De la fusta i el vent a l'acer i el vapor
Trafalgar va marcar el començament de la Pax Britannica del segle xix, caracteritzada per una pau general als oceans del món, sota els pavellons de l'Armada Reial. Però va ser un període d'intensa experimentació tecnològica; la màquina de vapor als vaixells va aparèixer els anys 1810, una metal·lúrgia millorada i una tècnica nova en les màquines van produir canons més grans i mortals, i el desenvolupament dels obusos explosius, capaços de demolir un vaixell de fusta d'un sol tret, van requerir en el seu moment l'addició de la cuirassa de ferro.
Encara que el poder naval xinès durant les dinasties Song, Iuan, i Ming va convertir la Xina en un poder marítim mundial d'importància a l'est, a la dinastia Qing li va mancar una armada oficial permanent com tenien dinasties anteriors. Estaven més interessats a invertir fons en aventures militars més properes a casa seva (la mateixa Xina), així com a Mongòlia, el Tibet, i l'Àsia central (la moderna Xinjiang). Tanmateix, hi va haver considerables conflictes navals durant la dinastia Qing, abans de les Guerres de l'Opi (com la batalla de Penghu, o el conflicte contra Koxinga). L'insignificant esforç naval que els manxús van realitzar contra els vaixells britànics més avançats i propulsats amb vapor durant la primera de les Guerres de l'Opi els anys 1840 va ser dolorosament derrotat. Això va deixar la Xina oberta a la virtual dominació estrangera (per part de les potències europees i després del Japó) mitjançant esferes d'influència sobre regions xineses per obtenir un benefici econòmic.
La famosa batalla entre el CSS Virginia i l'USS Monitor durant la Guerra Civil dels Estats Units va ser el primer duel entre naus cuirassades, fet que va significar l'adveniment d'un canvi d'era en la tecnologia naval. La primera acció de flotes entre naus cuirassades es va lliurar el 1866, a la Batalla de Lissa entre les armades d'Àustria i Itàlia. A causa que el moment decisiu en la batalla va ocórrer quan el vaixell insígnia austríac, l'Erzherzog Ferdinand Max va enfonsar amb èxit el vaixell insígnia italià Re d'Italia mitjançant una col·lisió intencionada, en les dècades següents cada armada al món va fer de la col·lisió intencionada la seva tàctica principal d'atac.
Quan s'apropava el final del segle, el familiar i modern cuirassat va començar a emergir; un vaixell cuirassat d'acer, totalment dependent del vapor, i portant un gran nombre d'obusos muntats en torretes situades al llarg de la línia central de la coberta principal. El disseny definitiu es va assolir el 1906 amb el HMS Dreadnought (1906), que evitava totalment els canons petits, sent suficients per poder enfonsar qualsevol vaixell existent en el seu temps.
La Guerra Russo-Japonesa i particularment la batalla de Tsushima el 1905, va ser el primer test dels conceptes nous, amb el resultat d'una sorprenent victòria japonesa, i amb la destrucció de dotzenes de vaixells russos.
Amb l'arribada del vaixell de vapor, va esdevenir possible la creació grans plataformes de canons, i proveir-les d'una gran protecció cuirassada. Els cuirassats tipus Dreadnought i els seus successors van ser els primers vaixells capitals pesants que combinaven tecnologia i poder de foc en una plataforma mòbil d'armes. Tanmateix, durant la primera meitat del segle xx, els estrategs i planificadors navals, van fallar en tenir en compte l'efecte del poder aeri sobre l'efectivitat i l'ús dels grans vaixells capitals, com els cuirassats.
La Primera Guerra Mundial va enfrontar a la vella Armada Reial contra la nova armada de l'Alemanya Imperial, culminant el 1916 amb la batalla naval de Jutlàndia (El futur no va poder veure's quan el portahidroavions HMS Campania es va perdre la batalla.)
Entre guerres, va aparèixer el primer portaavions, l'HMS Argus. Moltes nacions van firmar el Tractat Naval de Washington i es desferen de molts dels cuirassats i creuers que estaven construint a les seves drassanes, però les tensions creixents dels anys 1930, va recomençar els programes de construcció, amb vaixells fins i tot més grans que abans; el Yamato, el cuirassat més gran mai construït, desplaçava 72.000 tones, i muntava canons de 18.1 polzades.

## Per sobre i per sota de la superfície

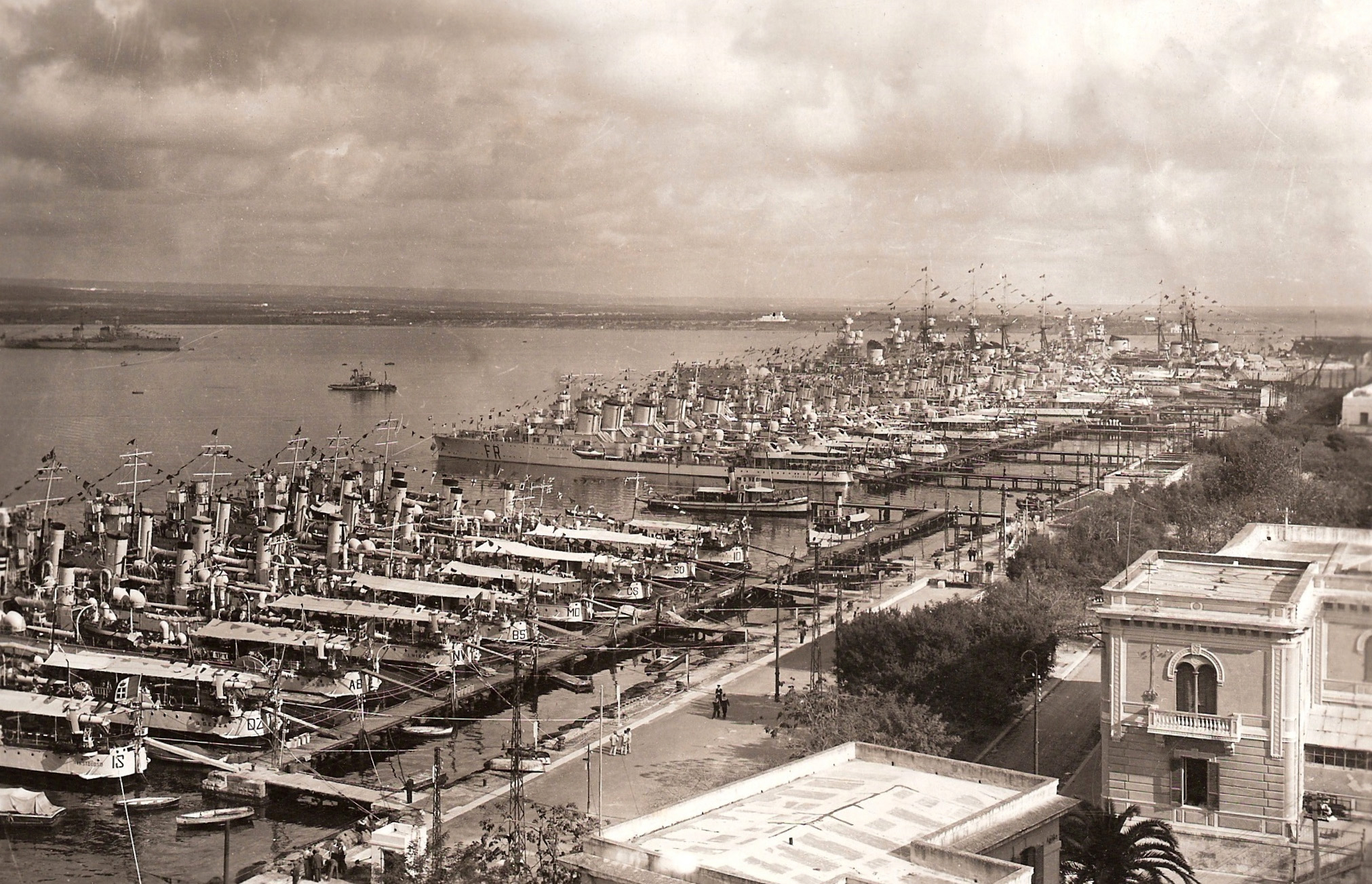
Base naval de Tàrent els anys 1930

La victòria de la Marina Reial Britànica a la batalla de Tàrent va ser un moment clau, ja que va ser la primera mostra real del poder naval aeri. Després del 7 de desembre de 1941, quan els Estats Units d'Amèrica van entrar a la Segona Guerra Mundial, l'enfonsament de l'HMS Prince of Wales i de l'HMS Repulse va marcar el final de l'era del cuirassat, i la nova importància de l'avió i del seu transport, el portaavions. Durant la Guerra del Pacífic, els cuirassats i creuers van estar gran part del seu servei bombardejant posicions costaneres, mentre que els portaavions van ser les estrelles a les batalles claus del Mar del corall, Batalla de Midway, Batalla del Mar de les Filipines, i en la fonamental batalla del Golf de Leyte, que va ser la batalla naval més gran de la història.
El poder aeri va ser clau per a totes les flotes a través de tot el segle xx, movent-se als avions propulsats a raig des de portaavions cada vegada més grans, i armats amb míssils teledirigits i amb míssils de creuer.
Tan important com tot això va ser el desenvolupament dels submarins per viatjar per sota del mar, al principi amb immersions curtes, però més tard van ser capaços de passar setmanes i mesos sota l'aigua propulsats per un reactor nuclear. En ambdues Guerres Mundials, els submarins (U-Boots a Alemanya) van exercir principalment el seu poder enfonsant vaixells mercants usant torpedes, així com altres vaixells de guerra. Els anys 1950 la Guerra Freda va inspirar el desenvolupament dels míssils balístics, cadascun carregat amb dotzenes de míssils armats amb caps nuclears i amb ordres de llançar-los des del mar en cas de l'atac d'una altra nació.
Tres conflictes navals importants van tenir lloc durant la segona meitat del segle xx, dels quals dos van ser de flota contra flota. Un fou la ben coneguda Guerra de les Malvines, enfrontant Argentina contra el Regne Unit.
Un altre va tenir lloc el 1971, la tercera i última de les Guerres indopakistaneses, en la qual Bangladesh va obtenir la seva independència del Pakistan amb ajuda índia.
Onze anys després, la Guerra de les Malvines (1982) en particular, va mostrar la tremenda vulnerabilitat dels vaixells moderns pel que fa als míssils moderns arran de l'aigua, com ara l'Exocet. Un impacte d'un Exocet va enfonsar l'HMS Sheffield, un modern destructor antiaeri. Es van aprendre importants lliçons sobre el disseny dels vaixells, control de danys i els materials de construcció de vaixells en aquest conflicte.
La tercera guerra naval important va tenir lloc entre Iran i Iraq de 1980 a 1988. No es va lliurar cap gran batalla entre flotes, però sí una sèrie d'atacs a vaixells mercants de manera rutinària, per primera vegada des de 1945. També es va veure l'acció de superfície més gran des de la Segona Guerra Mundial, quan vaixells de l'Armada dels Estats Units van atacar els molls de petroli iranians per castigar-los per les seves accions en la guerra. Vaixells navals iranians hi van intervenir, i ho resolgué l'Operació Mantis Religiosa. En el moment actual, les grans guerres navals semblen ser assumptes molt infreqüents, i la funció principal de les armades modernes és la d'explotar el seu control de les rutes marítimes per projectar el seu poder sobre la costa.
La projecció de poder ha estat la principal característica naval dels conflictes com la Guerra de Corea, la Guerra de Suez, la Guerra del Vietnam, la Confrontació Indonèsia-Malàisia, la Guerra del Golf, la Guerra de Kosovo i les campanyes en la Guerra contra el terrorisme a l'Afganistan i a l'Iraq.

## Tàctiques navals modernes

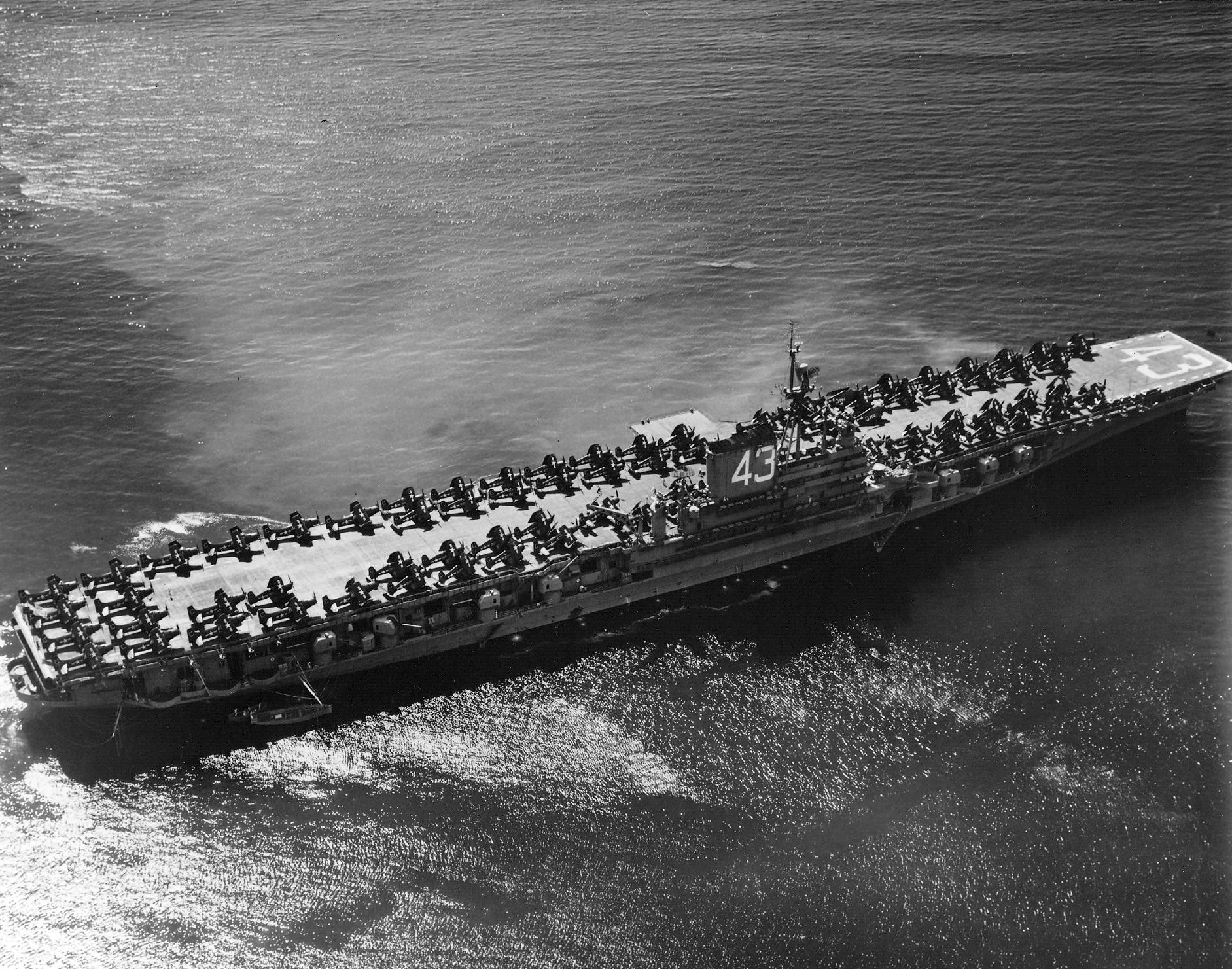
Grup de batalla de portaavions USS Coral Sea (CVB-43) el 1948

Com succeeix amb totes les altres formes de guerra en l'actualitat, les tàctiques navals modernes rauen en el principi de disparar i moure's. L'èxit real de la potència de foc depèn d'un bon reconeixement i de l'adopció de bones posicions de tret. El moviment és un component molt important del combat modern; una flota naval actual ha de poder, en conseqüència, viatjar diversos centenars de quilòmetres en un sol dia.
En la guerra naval la clau consisteix a detectar l'enemic, al mateix temps d'evitar ser detectat per l'enemic. Es gasta molt de temps i esforç en negar a l'enemic l'oportunitat que pugui detectar les pròpies forces.
També és fonamental el concepte d'espai de batalla: una zona al voltant d'una força naval, dins la qual un comandant confia a detectar, perseguir, combatre i destruir les amenaces, abans que aquestes puguin arribar a convertir-se en perilloses. Aquesta és la raó que una armada prefereixi el mar obert. La presència de terra (línies de costa) i la topografia del fons comprimeixen l'espai de batalla, limitant les oportunitats per maniobrar. Aquests factors fan que sigui més fàcil per a l'enemic predir la localització de la mateixa flota, i fan més difícil la detecció de les forces enemigues. En aigües poc profundes, la detecció de submarins i mines és especialment problemàtica.
L'escenari que va ser el focus d'atenció dels planificadors navals nord-americans durant la Guerra Freda va ser l'enfrontament entre dues flotes modernes i ben equipades en alta mar, en un eventual xoc dels Estats Units amb la Unió Soviètica. La màxima consideració va ser atorgada als CVBG (grup de batalla de portaavions).

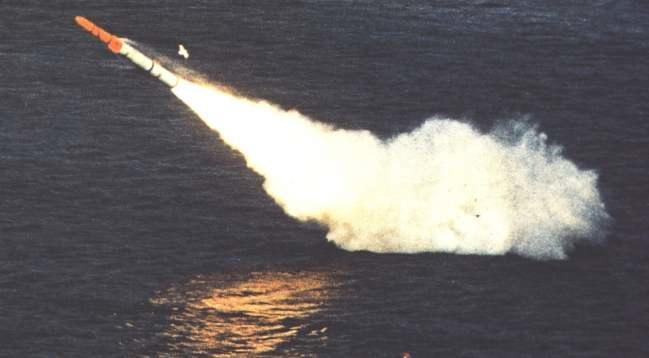
Míssil antisubmarí UUM-44

Al combat naval modern hi ha la possibilitat de llançar o rebre un cop mortal, des d'una distància de fins a 600milles nàutiques (1100 quilòmetres). Aquesta és una àrea enorme per ser explorada pels mitjans de reconeixement disponibles. La resposta a aquest problema, de doble tall, és la guerra electrònica.
Els submarins són l'amenaça més important per a les operacions ofensives dels CVBG, atesa la gran capacitat que tenen els models moderns per passar inadvertits, gràcies a mitjans tècnics tals com les capes antieco o els motors a raig d'aigua, totalment silenciosos. Aquesta habilitat per a l'ocultació és el principal avantatge del submarí. L'extensió de les operacions navals cap a aigües poc profundes ha incrementat molt l'amenaça submarina. La sola sospita que hi pugui haver un submarí en una àrea determinada, pot obligar a una flota a gastar grans recursos per eliminar-la, ja que els efectes de destrucció que produiria un submarí no detectat podrien ser catastròfics.
L'arma clau en el combat naval modern és el míssil. Aquest pot llançar-se des de la superfície, sota el mar o des d'unitats aèries. Amb les velocitats dels míssils actuals, que poden assolir velocitats de fins a Mach 4, el temps del xoc pot ser només qüestió de segons. La clau per a una defensa reeixida consisteix a destruir les plataformes de llançament abans que aconsegueixin disparar, eliminant d'un sol cop una o més amenaces de míssil. Això no sempre és possible, fet pel qual els recursos de guerra antiaèria necessiten ser equilibrats entre les batalles aèries interiors i exteriors.